# گیاهان مصنوعی

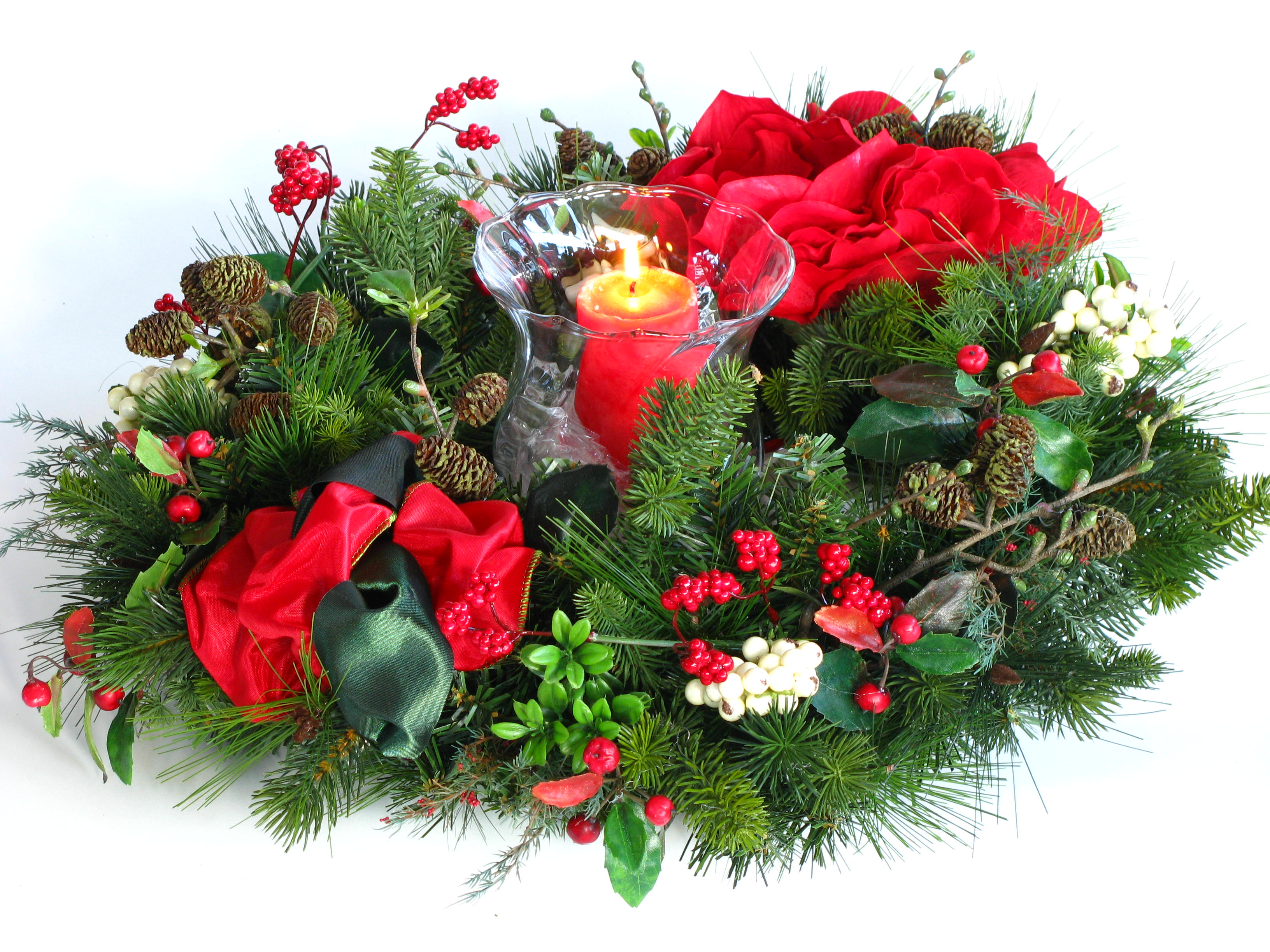
دسته گل تزئینی کریسمس که با گل‌های مصنوعی ساخته شده است.

گیاهان مصنوعی (انگلیسی: Artificial plants) تقلیدی از گیاهان طبیعی هستند که برای دکوراسیون تجاری یا مسکونی استفاده می‌شوند. آنها گاهی برای اهداف علمی ساخته می‌شوند (مجموعه گل‌های شیشه ای در دانشگاه هاروارد، به عنوان مثال، گیاگان ایالات متحده را نشان می‌دهد).